# Thomas Herberich
Thomas Herberich (* 1960 in Bad Dürkheim) ist ein deutscher Bassbariton.

## Leben
Herberich studierte Kirchenmusik am Bischöflichen Kirchenmusikalischen Institut in Speyer. Es folgte ein Gesangsstudium an der Hochschule für Musik und Tanz Köln bei Franz Müller-Heuser. Des Weiteren besucht er die Opernschule bei Michael Hampe. Herberich konzertiert vorwiegend im Oratorien- und Konzertfach. Sein Gesangsrepertoire enthält Werke von der Alten Musik in historisch informierter Aufführungspraxis bis hin zur Musik der Gegenwart. Er wirkte bei Produktionen im ZDF und SWR mit.

## Tondokumente
- Deutsche Lieder und Instrumentalstücke. Mit Thomas Herberich, Mona Spägele, Bernhard Landauer, Wilfried Jochens und der Lautten Compagney. Delta Music 1994.
- Vesper zum Fest Christi Himmelfahrt. Schütz-Akademie, Ltg. Howard Arman. Delta music 1997.
- Motets BWV 225–229. Kammerchor Stuttgart, Ltg. Frieder Bernius. Sony Classical 1990 und 2010.
- Johann Sebastian Bach: Matthäus-Passion. Mit Hermann Max und der Rheinischen Kantorei. Capriccio 1995.